# Sokił (obwód doniecki)
Sokił (ukr. Сокіл) – wieś na Ukrainie, w obwodzie donieckim, w rejonie pokrowskim, w gromadzie Oczeretyne. W 2001 liczyła 66 mieszkańców. 